# Río Acebo
El río Acebo es un corto río costero del norte de España que discurre por el oriente del Asturias. 
- Nacimiento: Las Coronas, en el concejo asturiano de Parres.
- Desembocadura: Mar Cantábrico, en la playa de Vega.
- Longitud: 5-10 km.
- Afluentes principales: río la Castañar.
- Poblaciones que atraviesa: Linares, Calabrez, Torre y Barreu.

- Datos: Q340190